# Dolichopeza praesultator
Dolichopeza praesultator är en tvåvingeart som beskrevs av Alexander 1948. Dolichopeza praesultator ingår i släktet Dolichopeza och familjen storharkrankar. Inga underarter finns listade i Catalogue of Life.